# فهرست ستارگان نامزد ابرنواختر
| نام ستاره        | صورت فلکی  | جرم خورشیدی | رده‌بندی ستاره       | فاصله (سال نوری) |
| ---------------- | ---------- | ----------- | ------------------- | ---------------- |
| آی‌کی اسب بالدار  | اسب بالدار | ۱٫۴۴        | A8m / کوتولهٔ سفید   | ۱۵۰              |
| سهیل             | شاه‌تخته    | ۹٫۳۰        | WC8                 | ۳۱۰              |
| آلفا گرگ         | گرگ        | ۱۰          | B1.۵                | ۵۵۰              |
| قلب عقرب         | عقرب       | ۱۲٫۴        | M1.5Iab-b           | ۶۰۳              |
| ابطالجوزا        | شکارچی     | ۱۴          | M2Iab               | ۶۴۰              |
| کاپا شکارچی      | شکارچی     | ۱۶          | B0.5 Iab            | ۶۵۰              |
| گاما بادبان      | بادبان     | ۳۵          | WC8 + O7.5e         | ۸۴۰              |
| پای شکارچی       | شکارچی     | ۱۸          | B8Ia                | ۸۶۰              |
| زتا کشتیدم       | کشتی‌دم     | ۲۳          | O4If(n)p            | ۱٬۰۹۰            |
| پی کشتی‌دم        | کشتی‌دم     | ۱۱٫۷        | K3 Ib               | ۱٬۱۰۰            |
| نظام             | شکارچی     | ۲۰          | B8Ia                | ۱٬۳۰۰            |
| وزن              | سگ بزرگ    | ۱۷          | F8Ia                | ۱٬۶۰۰            |
| ۱۱۹ گاو          | گاو        | ۱۴          | M2Iab-Ib            | ۱٬۸۰۲            |
| آراس مارافسای    | ماراَفسای   | ?           | M2III / کوتولهٔ سفید | ۱٬۹۵۰            |
| مو قیفاووس       | قیفاووس    | ۱۹٫۲        | M1I                 | ۲٬۴۰۰            |
| زتا¹ کژدم        | کژدم       | ۶۰          | B1.5 Iae            | ۲٬۶۰۰            |
| امیکرون۲ سگ بزرگ | سگ بزرگ    | ۲۲          | B3 Ia               | ۲٬۸۰۰            |
| مو کمان          | کمان       | ۲۳          | B2III               | ۳٬۰۰۰            |
| دنب              | ماکیان     | ۱۹          | A2 Ia               | ۳٬۲۰۰            |
| تی قطب‌نما        | قطب‌نما     | ?           | کوتولهٔ سفید         | ۳٬۲۶۰            |
| وی‌وای سگ بزرگ    | سگ بزرگ    | ۱۸          | M3                  | ۴٬۹۰۰            |
| ان‌ام‌ال دجاجه     | ماکیان     | ۲۵–۴۰       | M6I                 | ۵٬۳۰۰            |
| پی دجاجه         | ماکیان     | ۳۰          | B1Ia                | ۶٬۰۰۰            |
| اتا شاه‌تخته      | شاه‌تخته    | ۱۳۰         | LBV                 | ۷٬۰۰۰            |
| اچ دی ۱۶۸۶۲۵     | کمان       | ۱۲٫۵        | B6Ia                | ۷٬۲۰۰            |
| ولف رایه ۱۰۴     | کمان       | ۲۵          | WC9d/OB             | ۸٬۰۰۰            |
| ماکیان اب ۲-۱۲   | ماکیان     | ۱۱۰         | B3-B5Iae            | ۱۰٬۰۰۰           |
| اچ‌دی۹۳۲۵۰        | شاه‌تخته    | ۱۱۸         | O3.5V               | ۱۰٬۰۰۰           |
| رو ذات‌الکرسی     | ذات‌الکرسی  | ۴۰          | G2Ia0e              | ۱۱٬۶۴۸           |

- ستارگان فراغولی که با رنگ صورتی مشخص شده‌اند از نزدیک‌ترین نامزدهای فرانواختر هستند.
- فهرست بالا مربوط به ستارگانی است که سرنوشت آن‌ها انفجار ابرنواختریست. این بدین معنی نیست که همهٔ این ستارگان در آستانهٔ ابرنواختر شدن هستند؛ برای مثال ستارهٔ ابط‌الجوزا سوخت هسته‌ای خود را به پایان رسانده و هر لحظه امکان رمبش و انفجار آن وجود دارد ولی ستارهٔ پای شکارچی یک ستارهٔ نسبتاً جوان است که چند میلیون سال دیگر به مرحله‌ای که ابط‌الجوزا در آن قرار دارد خواهد رسید.